# Antonio Leitão
Antônio Leitão (Rio de Janeiro, 26 de abril de 1923 – Rio de Janeiro, 8 de julho de 2005) foi um arquiteto, urbanista, engenheiro rodoviário e professor brasileiro responsável pelo desenvolvimento do ensino da arquitetura e do urbanismo no Brasil, na segunda metade do século XX. Autor de diversos projetos de residências unifamiliares e multifamiliares, além de centros médicos, centros comunitários, indústrias, escolas, mercados, clubes, agrovilas, hotéis e motéis, Antônio Leitão destacou-se em sua carreira pela pesquisa em torno da função, da formação e da metodologia no campo da Arquitetura.
Formado pela Faculdade de Arquitetura e Urbanismo (FAU) da Universidade do Brasil, atual Universidade Federal do Rio de Janeiro (UFRJ), representou a instituição no 1º Encontro de Professores e Estudantes de Arquitetura, em Salvador (BA), em 1952, onde realizou a Conferência “A Crítica na Formação do Arquiteto”. Exerceu uma longa carreira no setor de ensino particular no Brasil, tendo sido coordenador da Faculdade de Arquitetura e Urbanismo da Faculdade Silva e Souza, coordenador da Faculdade de Arquitetura e Urbanismo da Universidade Santa Úrsula, onde também exerceu o cargo de Coordenador de Planejamento de Arquitetura e Professor Titular entre 1969 e 1995, e Diretor do Departamento de Arquitetura da Universidade Gama Filho (onde foi também Professor Titular, entre 1970 e 1983). Em seu magistério, ajudou a formar inúmeras turmas de profissionais capacitados, desenvolvendo um ensino crítico e preocupado com elementos funcionais da arquitetura, como contrapartidas sociais, a defesa do meio ambiente e a sustentabilidade. Paralelamente a suas atividades como professor titular de universidades particulares, permaneceu ligado entre as décadas de 1940 e 1980 à Universidade Federal do Rio de Janeiro. Em 1947 exerce estágio e monitoria de Desenho Artístico na FAU da então Universidade do Brasil (atual UFRJ), passando posteriormente às posições de Auxiliar de Ensino de Desenho Artístico, Instrutor de Ensino de Desenho Artístico, Assistente de Ensino Superior e Professor Adjunto da disciplina de Desenho Artístico da FAU da UFRJ. Esteve ligado ao então Ministério da Aeronáutica, entre 1952 e 1966, atuando na Diretoria de Rotas Aéreas, onde participou de construções específicas para a Proteção ao Voo em todo o país. Foi também professor convidado para o Curso de Proteção ao Voo, do Instituto Tecnológico de Aeronáutica (ITA).
Em seu acervo profissional, desenvolvido desde 1951, o arquiteto Antônio Leitão projetou obras como o Edifício Albert Sabin, em Niterói, o Panorama Palace Hotel, no bairro da Lagoa, no Rio de Janeiro, e o Cemitério Parque de Tarumã, em Manaus, exemplos de uma arquitetura arrojada, preocupada em potencializar as condições oferecidas pelo meio, como o terreno e a localização. Preocupado em levantar questionamentos teóricos dentro de seu campo profissional, António Leitão participaria ainda de pesquisas referentes a diversas intervenções arquitetônicas: em 1955, participou de pesquisa, quantificação e levantamento de dados para a humanização da Estrada Rio-Bahia; participou de pesquisa de capacidade de produção agropecuária para o planejamento da Agrovila de Iranduba (AM); participou de pesquisa para a recuperação do Rio Paraíba, na cidade de Três Rio (RJ), faria ainda pesquisa para a Universidade Gama Filho sobre o desempenho Docente e Discente. Integrando sua atividade no magistério com as inúmeras pesquisas que realizou (sobre legislação, economia e sociologia urbanas e mão-de-obra, além de técnicas, materiais e custos de construção), viria a ministrar disciplinas como Desenho Artístico, Desenho de Arquitetura, Desenho Industrial, Teoria da arquitetura, Planejamento de Arquitetura, Uso e Interpretação dos Códigos de Obras, Detalhamento do Projeto, Prática Profissional na Arquitetura e Legislação e Economia Aplicadas. Antônio Leitão continuou desenvolvendo seus estudos em Arquitetura até seu falecimento, em 5 de julho de 2005. Tendo constituído, ao longo de sua carreira, um considerável acervo de 400 livros e 1500 revistas especializadas, seus herdeiros tentam materializar o projeto de digitalização de todas estas obras, transformando-as em uma Biblioteca Digital.

## Formação
Filho dos imigrantes portugueses António Fernandes Leitão — marceneiro e cenógrafo do então Cassino da Urca — e Maria Augusta Lopes, Antônio Leitão nasceu no Rio de Janeiro em 16 de abril de 1923, passando a morar no bairro da Urca. Lá aprenderia a desenvolver o gosto por esportes náuticos, como polo aquático e navegação. Realizou o Ensino Primário na Escola Carmelitana Santo Alberto e o Ginasial no prestigiado Colégio Pedro II. Ingressa, na década de 1940, na Faculdade de Arquitetura e Urbanismo da Universidade do Brasil (atual UFRJ), onde exerce estágio e monitoria de Desenho Artístico. Faria ainda Pós-Graduação em Engenharia Rodoviária pela UFRJ e em Urbanismo pela Universidade Santa Úrsula.

## Influências
Altamente influenciado pela arquitetura moderna da primeira metade do século XX, Antônio Leitão tinha como principais referenciais teóricos as obras do arquiteto francês Le Corbusier, do alemão Walter Gropius e do arquiteto norte-americano Frank Lloyd Wright. Com sua arquitetura orgânica, Wright demonstrava a preocupação em estabelecer, por meio da estrutura arquitetônica, uma harmonia entre o homem e a natureza, objetivo que Antônio Leitão também buscou alcançar em suas obras e projetos.

## Atividade profissional
Entre 1951-1955 trabalha como arquiteto junto ao Serviço Social da Indústria (SESI), no setor de Habitações e Centros Sociais. Um ano após seu ingresso no SESI, passa a integrar também a Diretoria de Rotas Aéreas, do antigo Ministério da Aeronáutica, onde assistirá na construção de torres de transmissão e pistas de pouso em inúmeras partes do Brasil — sobretudo na região Norte, que começava a ser objeto da atenção do Estado brasileiro — lá ficando até 1966. Em 1954, casa-se com Edda Guimarães, com quem teria duas filhas: Ingrid e Samantha Guimarães Leitão. Entre sua carreira no magistério e a prática de profissional liberal, elaborando projetos de construções, seria ainda assessor de diversas firmas e empresas de consultoria.

## Trabalhos de destaque
Em seu longo portfólio, Antônio Leitão projetou desde hotéis e condomínios (como o Conjunto Habitacional Atlântica 2000, localizado na Barra da Tijuca, na cidade do Rio de Janeiro) até agrovilas (como a Agrovila de Iranduba, no estado do Amazonas). Nele, entretanto, destacam-se algumas construções:

### Panorama Palace Hotel
Construído na década de 1960, o imponente prédio do Panorama Palace Hotel, localizado no encontro entre o Morro do Pavão-Pavãozinho (Copacabana) e o Morro do Cantagalo, nunca chegou a de fato a operar como um hotel. Nele foi instalado o Berro D’Água, emblemático bar e restaurante da década de 1970. Posteriormente funcionaria no local a TV Rio, até o prédio ser transformado em um CIEP (Centro Integrado de Educação Pública) pelo governador Leonel Brizola.

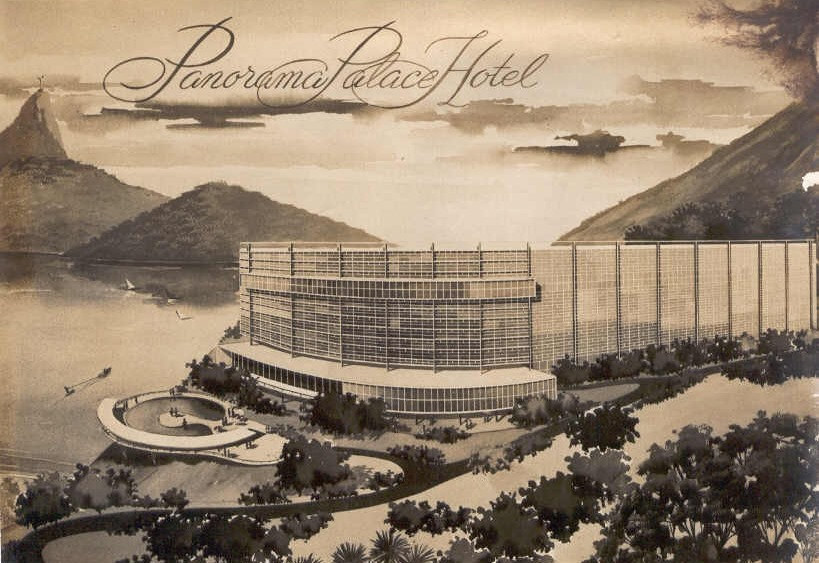
Panorama Palace

### Cemitério Parque de Tarumã
Localizado na Zona Oeste de Manaus, o Cemitério Parque Tarumã foi planejado visando criar um ambiente de calma e tranquilidade, tal se dá pela integração das sepulturas ao solo de capim, que produz uma atmosfera verde e florida no local.

### Edifício Albert Sabin
Construído na cidade de Niterói, o Edifício Albert Sabin constitui-se em um prédio inteligente, aproveitando seu posicionamento em relação ao quarteirão no qual se encontra para que suas janelas fiquem sempre em contato com a luz solar — ocupa uma posição diagonal em relação aos demais prédios da Avenida Ernani do Amaral Peixoto—.

## Magistério
Sob a recomendação do pintor, desenhista e professor Ubi Bava, então catedrático de Desenho Artístico da FAU da Universidade do Brasil, Antônio Leitão ingressa no magistério, exercendo monitoria na disciplina de Desenho Artístico, em 1947. Este seria o primeiro passo em uma longa carreira como docente. Ligado a cursos de nível médio, daria aulas de Desenho nos cursos Universitário, C.O.S., Bahiense e Vetor. Mas seu campo mais proeminente de atuação seria o de Ensino Superior, realizando pesquisas, desde 1947, sobre o ensino e formação de arquitetos. Na FAU da Universidade Federal do Rio de Janeiro (UFRJ) seria Auxiliar de Ensino de Desenho Artístico, Instrutor de Ensino de Desenho Artístico, Assistente de Ensino Superior e Professor Adjunto da Disciplina de Desenho Artístico. Exerce o cargo de Professor Titular — reconhecido pelo Conselho Federal de Educação com o título de Notório Saber, em 1968 — da Universidade Santa Úrsula. Em 1970 tem novamente reconhecido pelo Conselho Federal de Educação o título de Notório Saber, sendo Professor Titular da Faculdade de Arquitetura Silva e Souza. Torna-se ainda Professor Titular do Departamento de Arquitetura da Universidade Gama Filho.  Em todas estas instituições, Antônio Leitão ministraria cursos de temática variada, como Desenho Artístico (Universidade Santa Úrsula e Universidade Gama Filho), Desenho Industrial (Universidade Santa Úrsula), Teoria da arquitetura (Universidade Santa Úrsula) Planejamento de Arquitetura (Universidade Santa Úrsula e Universidade Gama Filho), Uso e Interpretação dos Códigos de Obras (Universidade Santa Úrsula), Detalhamento do Projeto (Universidade Santa Úrsula), Prática Profissional na Arquitetura (Universidade Santa Úrsula), e Legislação e Economia Aplicadas (Universidade Santa Úrsula).
Além de ministrar disciplinas, Antônio Leitão chegaria a coordenar muitas das faculdades de Arquitetura e Urbanismo pelas quais passou, caso da FAU da Faculdade Silva e Souza, do Departamento de Arquitetura da Universidade Gama Filho, a qual foi por ele representada no I Encontro de Escolas de Arquitetura, em Brasília, em 1973 — ocasião em que foi fundada a Associação Brasileira de Ensino de Arquitetura e Urbanismo (ABEA) — e da FAU da Universidade Santa Úrsula. Estruturada e criada em 1969, por uma comissão que contou com o nome do artista e arquiteto Ubi Bava, a Faculdade de Arquitetura e Urbanismo da Universidade Santa Úrsula tornou-se, na década de 1970, referência no campo da Arquitetura, tenho sido representada por Antônio Leitão no II Encontro de Escolas de Arquitetura em São Paulo, em 1975. Sairia da Universidade Santa Úrsula apenas em 1995, tendo assistido no treinamento de centenas de arquitetos ao longo de seu magistério. Mesmo após se aposentar de sua carreira como Professor de Arquitetura, Antônio Leitão continuaria dando aulas e consultorias.

## Biblioteca
Em grande medida, seus títulos de Notório Saber, reconhecidos pelo Conselho Federal de Educação, tiveram como base funcional o amplo conhecimento que obteve por meio do estudo de obras especializadas (brasileiras e estrangeiras), por ele colecionadas no decorrer de sua vida. O conjunto destas formou a maior biblioteca particular de livros e revistas de Arquitetura do Brasil que, desde 2005, seus herdeiros buscam transformar em uma Biblioteca Digital, de forma a ser acessada pelo maior número possível de profissionais e estudantes de Arquitetura.